# 北大山站
北大山站（日语：／ Kita-Ōyama eki */?）是位於山形縣鶴岡市大山，庄內交通湯野濱線的鐵路車站（廢站）。

## 歷史
- 1929年（昭和4年）12月8日：庄內電氣鐵道車站啟用[1]。
- 1934年（昭和9年）5月14日：成為庄內電鐵的車站[1]。
- 1943年（昭和18年）10月1日：成為庄內交通的車站 [1]。
- 1975年（昭和50年）4月1日：湯野濱線被廢除，此站也被廢除 [1]。

## 車站構造
此站是地面車站，設有1面1線的單式月台。此站設有站舍，為一座有人車站。

## 車站周邊
此站在羽越本線羽前大山站的北邊約1公里處。在車站附近設有北大山變電站。曾經有鶴岡西高校（舊大山高等學校）的學生使用此站上下學。該同校於1998年（平成10年）與山形縣立鶴岡中央高等學校合併。
- 鶴岡市立鶴岡第五中學

## 相鄰車站
庄內交通
湯野濱線
安丹－北大山－善寶寺

## 注腳
1. 1 2 3 4  《日本鐵道旅行地圖帳 全線全站全廢線 2 東北》（監修：今尾惠介，新潮社，2008年6月發行）47頁

## 相關項目
- 日本鐵路車站列表 Ki